# Оуквуд (округ Каягога, Огайо)
Оуквуд (англ. Oakwood) — селище (англ. village) в США, в окрузі Каягога штату Огайо. Населення — 3572 особи (2020).

## Географія
Оуквуд розташований за координатами 41°22′1″ пн. ш. 81°30′14″ зх. д. / 41.36694° пн. ш. 81.50389° зх. д. (41.366902, -81.504023).  За даними Бюро перепису населення США в 2010 році селище мало площу 8,92 км², з яких 8,90 км² — суходіл та 0,02 км² — водойми.

## Демографія
Згідно з переписом 2010 року, у селищі мешкало 3667 осіб у 1544 домогосподарствах у складі 935 родин. Густота населення становила 411 особа/км².  Було 1648 помешкань (185/км²).
Расовий склад населення:
| - 64,7 % — чорних або афроамериканців - 30,7 % — білих - 0,7 % — азіатів - 0,2 % — корінних американців - 0,1 % — вихідців з тихоокеанських островів |

До двох чи більше рас належало 3,4 %. Частка іспаномовних становила 2,3 % від усіх жителів.
За віковим діапазоном населення розподілялося таким чином: 18,7 % — особи молодші 18 років, 62,0 % — особи у віці 18—64 років, 19,3 % — особи у віці 65 років та старші. Медіана віку мешканця становила 46,7 року. На 100 осіб жіночої статі у селищі припадало 90,8 чоловіків;  на 100 жінок у віці від 18 років та старших — 86,7 чоловіків також старших 18 років.
Середній дохід на одне домашнє господарство  становив 64 696 доларів США (медіана — 55 038), а середній дохід на одну сім'ю — 83 872 долари (медіана — 82 550). Медіана доходів становила 45 573 долари для чоловіків та 37 206 доларів для жінок. За межею бідності перебувало 13,5 % осіб, у тому числі 18,0 % дітей у віці до 18 років та 4,4 % осіб у віці 65 років та старших.
Цивільне працевлаштоване населення становило 1684 особи. Основні галузі зайнятості: освіта, охорона здоров'я та соціальна допомога — 22,5 %, виробництво — 14,0 %, мистецтво, розваги та відпочинок — 11,8 %, роздрібна торгівля — 10,7 %.